# Čeněk Šillinger

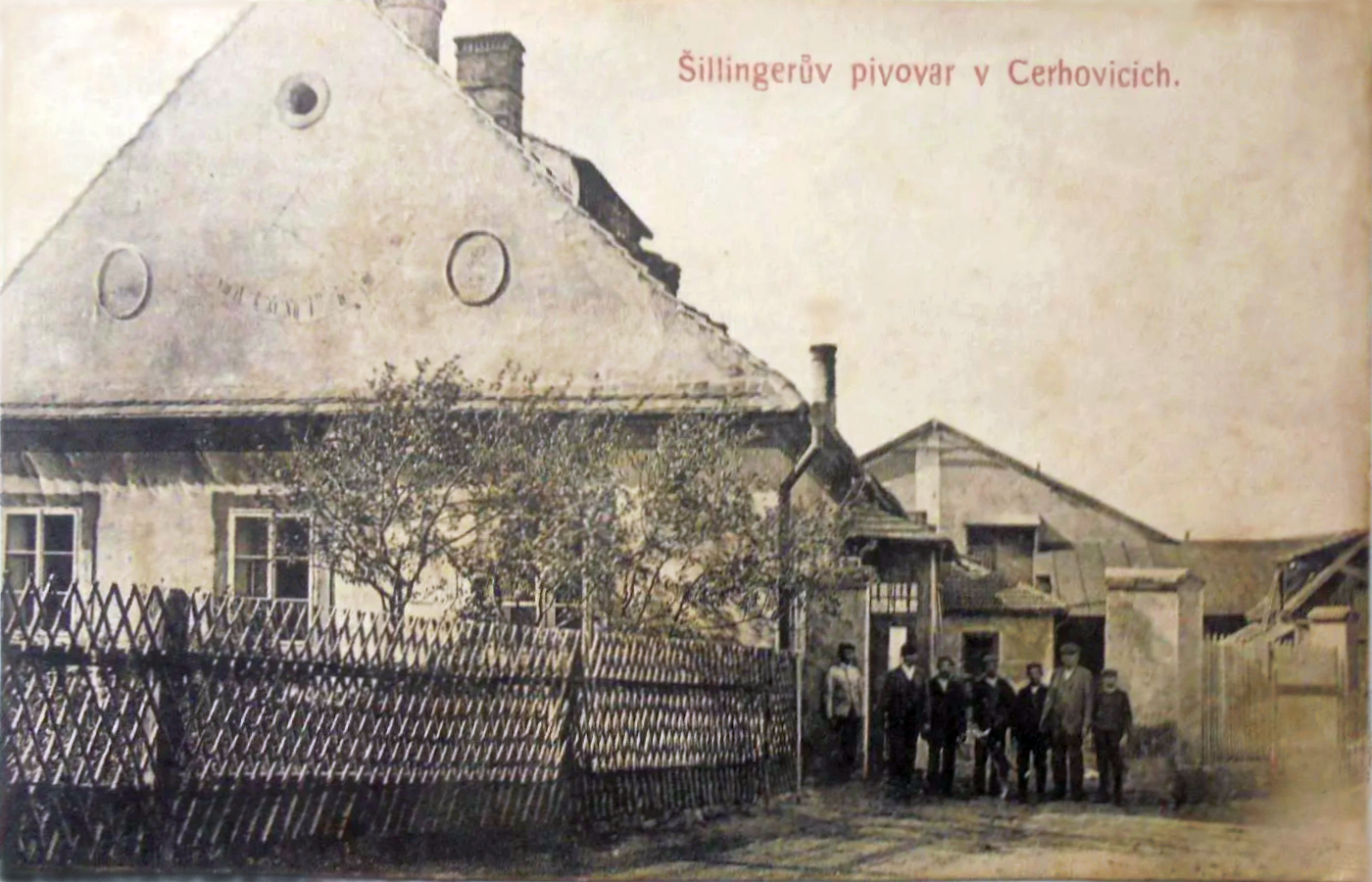
Šillingerův pivovar v Cerhovicích před první světovou válkou na dobové pohlednici

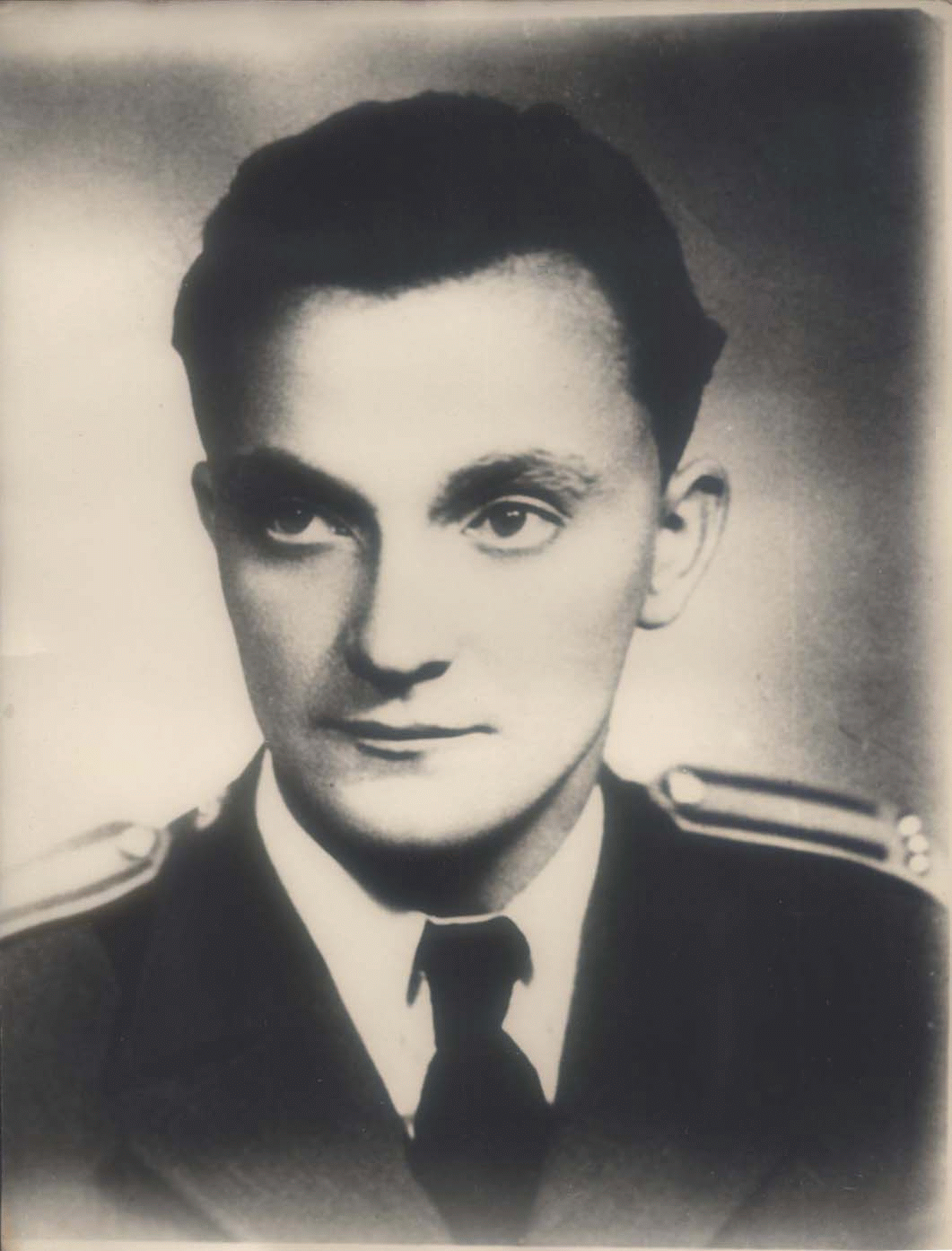
Radiotelegrafista in memoriam kapitán František Peltán

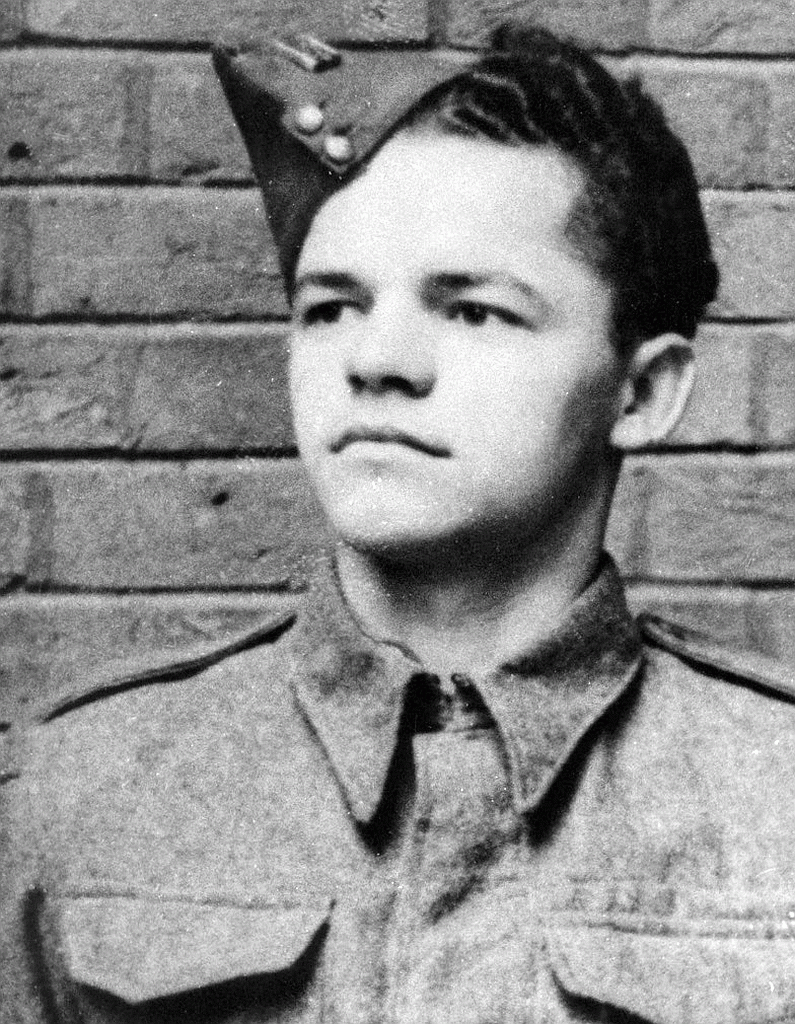
Oldřich Dvořák – příslušník paravýsadku Steel

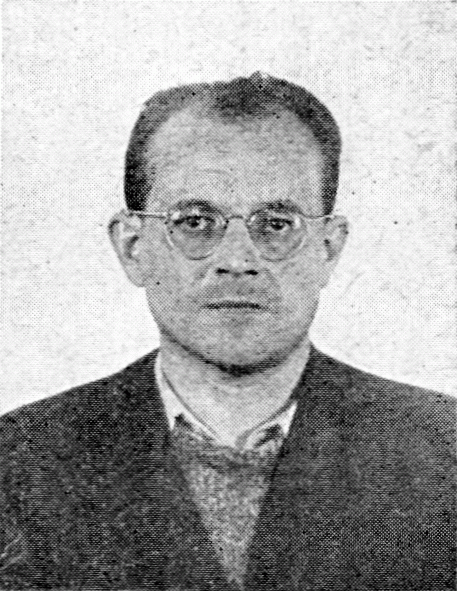
Vazební fotografie JUC. Vítězslava Dvořáka

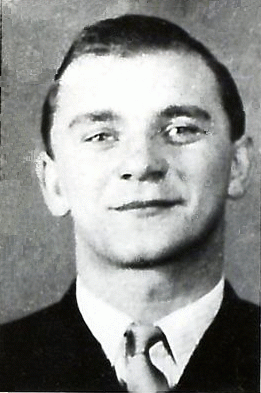
Konfident gestapa Jaroslav Nachtmann – účastník zátahu na Šillingerův pivovar v Cerhovicích

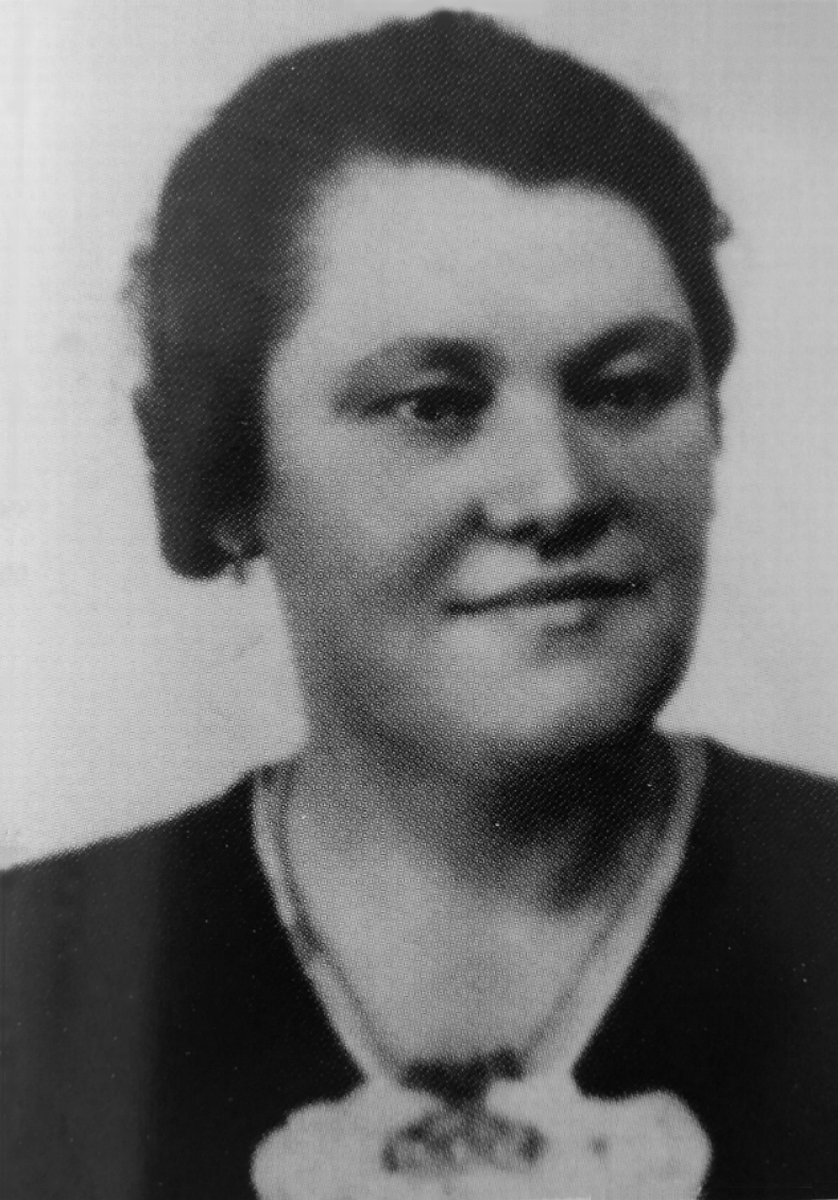
Bohdana Šillingerová – manželka majitele pivovaru v Cerhovicích

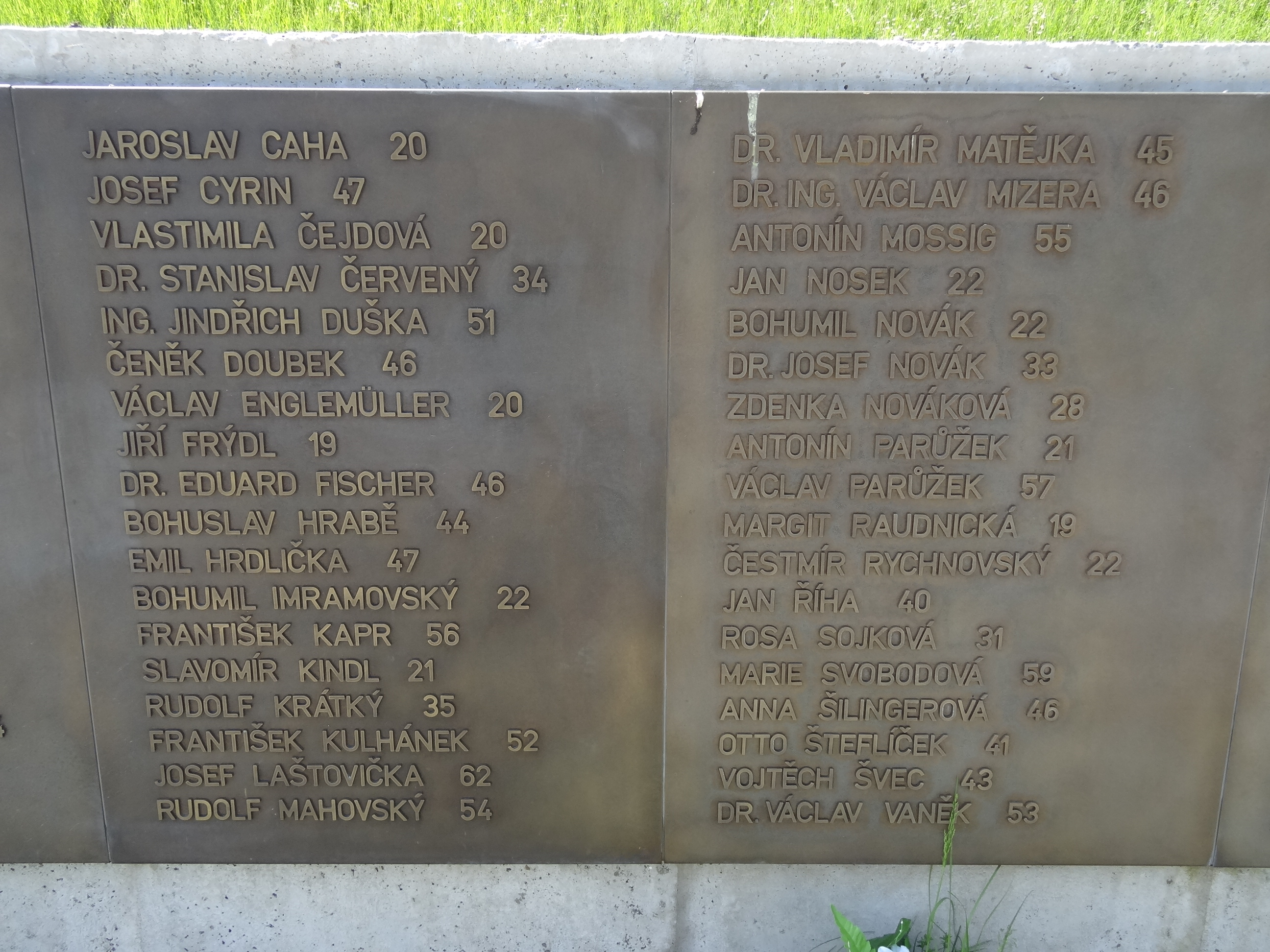
Kobyliská střelnice - pamětní desky se jmény popravených, Anna Šilingerová 46 let

Čeněk Šillinger, někdy uváděn jako Šilinger (29. prosince 1896 Mirovice – 30. června 1942 Cerhovice) byl za první světové války příslušníkem československých legií. Po první světové válce se stal majitelem pivovaru a starostou obce Cerhovice. Po okupaci Čech a Moravy Němci působil v rámci vojenské ilegální odbojové organizace Obrana národa.

## Život

### Do nastolení protektorátu
Čeněk Šillinger se narodil 29. prosince 1896 v Mirovicích. jako Vincenc Šillinger. Jeho otec se jmenoval Vincenc Šillinger (Čeněk Šillinger) a byl sládkem v Mirovicích číslo 82, jeho matka se jmenovala Žofie (rozená Čápová) a byla dcerou sládka na Točníku. Vojenskou prezenční službu absolvoval u 28. zemského pluku rakousko–uherské armády. Během první světové války sloužil v řadách c. k. rakousko–uherské armády na východní frontě. Krátce po příjezdu na frontu padl (v hodnosti vojína) dne 7. července 1915 u Lublinu do zajetí. Později si v Žitomíru dne 2. září 1917 podal přihlášku do československých legií. Do řad členů československých legií byl zařazen v hodnosti četaře dne 7. března 1918. Zpočátku byl nasazen v Rusku, ale později sloužil v hodnosti četaře československé legie ve Francii u 21. střeleckého pluku. Ve Francii také ukončil u 21. střeleckého pluku v hodnosti četaře k 31. prosinci 1919 svoje působení v československých legiích. Po skončení první světové války se vrátil (s hodností nadporučíka) do Československa a přestěhoval se do Cerhovic. Po smrti svého otce Čenka Šillingera staršího (????–1917) zde v Cerhovicích zdědil místní pivovar. V letech 1927 až 1936 vykonával funkci starosty obce Cerhovice. Skutečnost vzniku protektorátu Čechy a Morava nesl bývalý legionář Čeněk Šillinger velmi těžce.

### Odbojová činnost v protektorátu

#### Zapojení do odbojových struktur
Po 15. březnu 1939, nastolení Protektorátu Čechy a Morava a vzniku vojenské ilegální organizace Obrana národa (ON) se stal jejím členem a časem hrál důležitou roli v domácím odboji na Berounsku. Šillinger se rychle vypracoval na pozici vedoucího I. skupiny odbojové organizace Obrany národa v úseku „Komárov – Cerhovice – Zbiroh“. Jako spojka působil Šillinger v rámci ON a zajišťoval kontakt ON s dalšími odbojovými skupinami a též udržoval důležitý kontakt s komunistickým domácím odbojem.
Po německé okupaci Čech s Moravy v březnu 1939 organizoval Šillinger spolu s poručíkem Jaroslavem Šmídem a Josefem Humlem odvoz zbraní z kasáren v Jincích a Strašicích.

#### Spolupráce s dalšími odbojáři
Právník v oblasti sociální politiky, zdravotnictví a osvěty a důležitý člen ústředního orgánu protinacistického domácího odboje ÚVODu JUDr. Václav Holý (1900–1941) udržoval zprostředkovaně kontakt s podplukovníkem Josefem Balabánem (členem zpravodajsko–sabotážní organizace Tři králové); zaměstnancem firmy Jarolímek Vojtěchem Vrňatou a také s Čeňkem Šillingerem.
Kromě odbojové spolupráce s JUDr. Václavem Holým kooperoval Šillinger s velitelem odbojové skupiny „Brdy – Neliba“ Jaroslavem Nelibou (* 1. května 1905 Obecnice okres Příbram – ubit na přelomu května a června 1944 na Pankráci v Praze); členem ilegální KSČ na Berounsku Karlem Vydrou (* Svatá Dobrotivá na Křivoklátsku) a básníkem, učitelem a odbojářem Karlem Vokáčem.
Když musel Jaroslav Neliba uprchnout z pražských Vysočan v červnu 1941 a přejít do ilegality, našel úkryt právě v pivovaru u Čeňka Šillingera. Neliba tehdy používal krycí jméno „Josef Bílý“ a pracoval v Cerhovicích jako pomocná kancelářská síla. Na pozemku pivovaru se nacházel rybník, kde Šillinger v nepromokavých pytlích ukrýval zbraně odbojářů. Šillingerův pivovar byl vhodný i pro ukrytí ilegální vysílací stanice, která se používala na Berounsku a jejíž prozrazení hrozilo v době, kdy mezi členy berounské části Obrany národa začalo zatýkání gestapem.
Dne 13. srpna 1941 se gestapu podařilo rozbít ilegální odbojové struktury KSČ v Rokycanech. Mezi zatčenými odbojáři byl i Václav Ernerst. Ten byl napojený na odbojové skupiny kolem Čeňka Šillingera v Cerhovicích a přes něj i na Obranu národa.

#### Šillingerův pivovar

##### František Peltán
V pivovaru v Cerhovicích ukrýval Šillinger ilegální radiostanici obsluhovanou radiotelegrafistou Františkem Peltánem. František Peltán se zde v pivovaru ukrýval od března 1942; v Cerhovicích používal krycí jméno „Karel Zeman“ a z objektu pivovaru naposledy vysílal depeše do Londýna pomocí radiostanice Sparta II.
Peltán byl oficiálně hlášen k pobytu v Cerhovicích na městském úřadě a v pivovaru zastával různé pomocné práce. Současně si Peltán udržoval stále kontakty na ilegální osoby v Praze (Rudolf Mareš, JUC. Vítězslav Dvořák–Adler, Jaroslav Valenta) spolupracující s odbojovou skupinou kolem prof. Vladimíra Krajiny. Gestapo spustilo zatýkání ve Valentově skupině v květnu 1942. Zatčením Jaroslava Valenty (28. května 1942 v 04:30) a jeho následným zostřeným výslechem získalo gestapo informace o jeho kontaktech na Rudolfa Mareše a JUC. Vítězslava Dvořáka–Adlera, kteří se tou dobou skrývali v ilegalitě v Plzni.
František Peltán se pokusil neúspěšně navázat radiové spojení s Londýnem 21. června 1942 z pivovaru v Cerhovicích. Toto vysílání bylo ale zachyceno německou odposlechovou a zaměřovací službou a 22. června 1942 se v blízkosti Cerhovic objevila mobilní německá pátrací a zaměřovací souprava. Následující den (23. června 1942) JUC. Vítězslav Dvořák–Adler zakázal Františku Peltánovi další vysílací pokusy z Cerhovic. Ilegální porada konaná 24. června 1942 rozhodla, že další vysílání do Londýna se bude realizovat z Plzně.

##### JUC. Vítězslav Dvořák
Dne 30. června 1942 se Vítězslav Dvořák vypravil z Plzně do Prahy na Smíchovské nádraží, aby zde vyzvedl (v úschovně uloženou) novou náhradní radiostanici. Gestapo jej ale v Praze sledovalo, takže při pokusu o její vyzvednutí byl před Národním divadlem zatčen a ihned podroben ostrému (intenzivnímu) výslechu. Gestapem „vytěžené“ informace posloužily k tomu, aby ještě týž den byla přepadena další vysílačka ÚVODU, umístěná v pivovaru v Cerhovicích na Berounsku.
Údajně byl 30. června 1942 Čeněk Šillinger z úředních důvodů v Praze a do Cerhovic se vracel vlakem. Po cestě se k němu dostala informace, že je vysoká pravděpodobnost, že se doma střetne s příslušníky gestapa. Proto jel vlakem až do Zbiroha, kde ho čekal František Peltán (alias Karel Zeman), který přijel na kole a vzal druhé i pro Šillingera. Odjeli spolu domů, kde začali pálit nějaké kompromitující dokumenty. Tou dobou se v cerhovickém pivovaru skrýval nejen František Peltán, ale i parašutista Oldřich Dvořák (radista paravýsadku Steel).

#### Přepadení pivovaru
Dne 30. června 1942 kolem 22.00 hodiny se gestapo v Petschkově paláci v Praze rozhodlo k okamžitému zásahu proti Cerhovické ilegální buňce. V přepadovém komandu byli: vedoucí kriminální rada Jindřich Krupke; kriminální zaměstnanec pražského gestapa SS-Sturmscharführer Hans Siebert; komisař gestapa Josef Czutka; úředník pražského gestapa Otto Gall; komisař gestapa Erich Pfitsch, Karel Schnabel, Rudolf Hartel, Richard Fischer, konfident gestapa Jaroslav Nachtmann, Vilém Wágner, Ferdinand Schmidt, Karel Malcher, Vilém Wollner, Otto Maul, Antonín Linz a vrchní tajemník Domis.
Přepadové komando v šesti automobilech odbočilo před Cerhovicemi na polní cestu (mimo zorné pole osob v pivovaru) a rozdělené do třech skupin se jalo obkličovat objekt. První skupina, jejímž vedoucím byl určen úředník pražského gestapa Otto Gall, se vydala přímo k pivovaru. Zbylé dvě skupiny uzavřely neprodyšně okolí. Před pivovarem vedoucí kriminální rada Jindřich Krupke určil Ferdinanda Schmidta, aby vstoupil dovnitř s legendou, že nese Františku Peltánovi kufr. Tou dobou Šillinger za okny zpozoroval několik příslušníků gestapa. Ferdinand Schmidt vešel na pivovarský dvůr hlavní branou, ale odbojáři (Peltán nebo Šillinger) jej palbou z pistole postřelili do stehna. Zraněný SS–Obersturmbannführer Ferdinand Schmidt ustoupil ze dvora a stáhl se zpět až ke Karlu Malcherovi.
V následné přestřelce mezi gestapem a příslušníky SS na jedné straně a odbojáři obklíčenými v pivovaru na straně druhé panovala jasná převaha zásahového komanda, která donutila odbojáře k útěku. Odbojářům se zdařilo prorazit německé obklíčení a všichni tři unikli z pivovaru skokem z okna a prchali směrem na Drozdov. Uniknout z Cerhovic se zdařilo i parašutistovi Oldřichu Dvořákovi.

##### Peltánův únik
František Peltán se prostřílel k jízdnímu kolu schovanému na dvoře a prchal okolo rybníka k díře v oplocení pivovaru. Tudy pronikl z perimetru objektu a na bicyklu ujížděl okresní silnicí severním směrem k Drozdovu. Z Drozdova nabral směr na Točník a Bzovou. Za obcí Bzová jej dohonil hajný Jindřich Kohel a v domnění, že se jedná o pytláka se pokusil Peltána zadržet. Ten proti hajnému použil zbraň, poranil jej a následně pokračoval až do „dvora Janušky“. František Peltán i tentokrát gestapu unikl. Z Podbrdska se pak vrátil do Prahy, kde se dále nějaký čas skrýval v ilegalitě. Večer 11. července 1942 byl Peltán na vyzrazené ilegální schůzce v Kinského zahradě v Praze postřelen gestapem do hlavy a 20. července 1942 zemřel v SS lazaretu v Praze–Podolí. 

##### Šillingerův únik
Čeněk Šillinger prchal do pole za pivovarem, kde gestapo na chvíli ztratilo jeho stopu. Mezitím gestapo proniklo do objektu pivovaru a od boudy odvázaného Šillingerova bernardýna vyslalo po stopách jeho pána. (Pes zachytil stopu svého pána a vydal se po ní.) Příslušníci přepadového komanda nasměrovali palbu z kulometu do pole ve směru, který jim určil Šillingerův pes. Jeden z projektilů zasáhl Čeňka Šillingera na polní cestě u křížku do zad. Poraněný lehl do pole a slyšel, jak se k němu jeho pronásledovatelé blíží. Pronásledovaný a raněný Šillinger hrozící zajetí gestapem vyřešil tím, že svoji zbraň obrátil proti sobě a střelil se do hlavy Zemřel 30. června 1942 v Cerhovicích. Smrtí Čeňka Šillingera prakticky skončila činnost Obrany národa na Podbrdsku. Jeho tělesné ostatky byly převezeny do Prahy a vhozeny do neoznačeného šachtového hrobu u severní zdi pražského Ďáblického hřbitova.

## Bohdana Šillingerová
V pivovaru, kam přepadové komando vtrhlo, byla na místě (30. června 1942) zatčena Šillingerova manželka Bohdana Šillingerová (rozená Bláhová; * 23. září 1895). Byla převezena do Prahy, kde byla 3. července 1942 popravena v Pankrácké věznici v Praze.

## Další osud pivovaru
V budově pivovaru vyrabovali příslušníci přepadového komanda šaty, prádlo, veškeré cenné věci a zcizili i pokladní hotovost. Důkladná prohlídka pivovaru druhého dne  (1. července 1942) odhalila gestapu a členům oddílu ochranné policie z Plzně v pivovaru ukryté zásoby jídla, které byly účastníky domovní prohlídky zkonzumovány následně na dvoře v rámci neplánované hostiny. Služebná Čeňka Šillingera Marie Kurtinecová byla donucena při hostině gestapáky a členy ochranné policie obsluhovat a i jí v rámci rabování byly ukradeny různé látky, plátno a stříbrné náramkové hodinky. Starosta Cerhovic Jaroslav Mayer byl určen coby dočasný správce Šillingerova majetku, ale krátce na to jej vystřídal Eikert ze Suchomast. Eikert dokončil likvidaci Šillingerova majetku tím, že nechal odvést všechno zařízení bytu, pivovaru a hospodářství.

## Ferdinand Schmidt
Zraněný člen přepadového komanda SS–Obersturmbannführer Ferdinand Schmidt byl ještě v průběhu přestřelky odvezen Karlem Malcherem k místnímu lékaři Oldřichu Kolčavovi do Cerhovic. MUDr. Oldřich Kolčava poskytl Schmidtovi první pomoc a nechal jej převést k operačnímu zákroku do berounské nemocnice, kde byl projektil ze stehna úspěšně vyoperován. Nemocnice sice nedisponovala dostatkem transfúzní krve odpovídající Schmidtově krevní skupině, ale situaci vyřešil železničář František Němec, který se dobrovolně přihlásil jako dárce. I přes všechno úsilí ale druhý den lékaři nemocnice v Berouně zjistili, že Schmidt dostal otravu krve a nedlouho poté skutečně pacient na její následky v Berouně zemřel.

## Cerhovice po zátahu
Kriminální rada Jindřich Krupke nechal posílit četnickou stanici v Cerhovicích několika četníky ze sousedních stanic okresu. Pivovar Čeňka Šillingera byl několik dní pečlivě střežen. Několik následujících dnů se v Cerhovicích neslo ve znamení strachu, jestli městečko neskončí stejně jako ve velmi blízké minulosti skončily Lidice nebo Ležáky.

## Odměny
„Vděčné pražské gestapo“ odměnilo za pomoc při „Akci Cerhovice“ železničáře Františka Němce (20 000 protektorátních korun); hajného Jindřicha Kohela (20 000 protektorátních korun) a MUDr. Oldřicha Kolčavu (10 000 protektorátních korun). (Finanční obnosy byly předány formou vkladních knížek vedených u pražské banky „Kreditanstalt der Deutsche“.)

## Připomínky
- Po skončení druhé světové války se na Šillingerovu rodinu nezapomnělo. Ještě v roce 1945 se konala smuteční tryzna na náměstí v Cerhovicích.[7]

- Památce Čeňka Šillingera a jeho manželky Bohdany Šillingerové je věnován památník v Cerhovicích. Památník nechal zbudovat v roce 1967 místní národní výbor[7] a nachází se v Cerhovicích u bývalého Šillingerova pivovaru (Na Blížce, asi 20 metrů severně od čp. 177). Je na něm nápis: ZDE ŽILI A ZA SVOBODU VLASTI / PADLI / ČENĚK ŠILLINGER / BOHDANA ŠILLINGEROVÁ / 30. ČERVNA 1942.[10]

- Jména manželů Šillingerových jsou uvedena i na pomníku obou světových válek, který je umístěn v Cerhovicích na křižovatce ulic Na Drážkách x Třenická na zeleném prostranství před základní a mateřskou školou (na adrese: Na Dražkách 217, 26761 Cerhovice).[16] Vysoký pomník je zhotoven ze světlého kamene a je opticky rodělen na dvě části. Vertikálně orientovaná horní část zobrazuje meč vetknutý shora do pomníku. Horizontálně orientovaná spodní část obsahuje vytesaný věnec s nápisem „obětem světové války“.[17] Po stranách pomníku se nacházejí černé desky se jmény válečných obětí. Na levé vnější straně dolní části pomníku je deska s nápisem: Obětem nacismu / 1939 – 1945 / Šillinger Čeněk / Šillingerová Bohdana / Matoušek Rudolf.[18] Další jména obětí nacismu pokračují na pravé vnější straně dolní části pomníku: Lukeš Josef / Basl Jaroslav.[17]